# Международен конкурс за млади тромпетисти в Стара Загора
Международният конкурс за млади тромпетисти в Стара Загора, известен още като Международен конкурс „Млади тромпетисти“, се провежда през ноември от 1995 г.
Негов инициатор и артистичен директор е Пенчо Пенчев – преподавател в Национално училище за музикално и сценично изкуство „Христина Морфова“ в Стара Загора, член на Международната гилдия на тромпетистите (ITG – USA).
Това е единственият в България конкурс за млади тромпетисти. От 2007 г. прераства в международен. Участници са таланти от Азербайджан, Беларус, България, Германия, Малта, Македония, Молдова, Румъния, Русия, Сърбия, Турция, Украйна, Хърватия и Чехия.
Конкурсът е индивидуален. По регламент участниците са на възраст до 26 години, разделени в няколко групи:
- група I – до 10 г.
- група II – от 11 до 13 г.
- група III – от 14 до 17 г.
- група IV – 18 до 22 години
- група V – 23 до 26 години

Гала концертът на лауреатите се състои в залата на Оперния театър с участието на оркестъра на Старозагорската опера.

## Издания
| Издание | Година | Бр. участници | Обхват                            |
| I       | 1995   |               | национален                        |
| II      | 1996   |               | национален                        |
| III     | 1997   |               | национален                        |
| ІV      | 2007   | 27            | национален с международно участие |
| V       | 2009   | 39            | международен                      |
| VI      | 2011   | 37            | международен                      |
| VII     | 2013   | 47            | международен                      |
| VIII    | 2015   | 48            | международен                      |
| IX      | 2017   |               | международен                      |
| X       | 2019   |               | международен                      |

### VIII издание
Изданието от 2015 г. има за организатори НУМСИ „Христина Морфова“, Община Стара Загора, Държавна опера Стара Загора, РБ „Захарий Княжески“ и Фондация „Млади тромпетисти“ със съдействието на Министерството на културата. Участие вземат 48 младежи от 13 до 26 години от 10 държави.
Членове на авторитетното жури са проф. Андрей Иков, солист на Большой театър, Москва, проф. д-р Васо Ристов – Македония, солист на Македонската национална опера, проф. д-р Зейнеп Чилингир, Турция, солист на Анадолския симфоничен оркестър, проф. Серджо Карстеа, Румъния, солист на Румънската национална опера – Тимишоара, проф. Младен Джорджевич, Сърбия, солист на Белградската филхармония.
Най-много награди на старозагорския конкурс получават българските участници и по-специално учениците на Пенчо Пенчев.

### IX издание
Следващото издание на конкурса е насрочено за 6 – 10 ноември 2017 г. Предвиденият награден фонд е 5000 лв. Освен отличия за най-добре представилите се в отделните възрастови групи, има GRAND PRIX – голямата награда на конкурса, награда за най-млад участник, награда на първите тромпетисти на ОФД – Пловдив, ОФД – Русе, ОФД – Бургас и награда „Красимир Трачев“.